# Schönheitsfehler
Der Schönheitsfehler ist ein ästhetischer oder optischer Mangel bei Personen oder Sachen.
Das Kompositum „Schönheitsfehler“ setzt sich aus dem Fehler als Abweichung von einem Standard und der Schönheit zusammen, wobei die Schönheit vom Schönheitsideal abweicht. Schönheitsfehler sind sprachlich kleine, vernachlässigbare Fehler oder jedenfalls Fehler, die nicht ins Gewicht fallen. Das kann bei Menschen oder Tieren zum Beispiel eine Einzelheit im Aussehen sein, die zum jeweils gegebenen historischen Zeitpunkt dem geltenden Schönheitsideal als nicht entsprechend aufgefasst wird. Analog dazu gilt als Schönheitsfehler im Handel eine kleinere Beschädigung oder ähnlicher Mangel einer Ware, welcher deren Gebrauchswert oder Haltbarkeit nicht oder nicht nennenswert beeinträchtigt. Oft wird auf solche Waren ein Rabatt gewährt, weil der Käufer für den ursprünglichen, höheren Preis eine fehlerfreie Ware bevorzugt. Schönheitsfehler bedeuten bei Produkten oder Dienstleistungen eine – wenn auch geringfügige – Abweichung von der idealen Produktqualität oder Dienstleistungsqualität und sind damit Gegenstand des Qualitätsmanagements.

## Fehlerklassifizierung
Die Fehlerklassifizierung im Qualitätsmanagement nach DIN 40080 zählt Schönheitsfehler – je nach Wirtschaftszweig – zu den Fehlern, und zwar deren Unterart Nebenfehler. Diese beeinträchtigen die Funktion gering oder sind Schönheitsfehler. Die Fehlerklassifizierung wird wie folgt vorgenommen:
| Fehlerklasse | Fehlerbeschreibung                                                   |
| ------------ | -------------------------------------------------------------------- |
| A-Fehler     | kritischer Fehler: Totalausfall, Gefährdung für Personen oder Sachen |
| B-Fehler     | Hauptfehler: Teilausfall, Reparatur erforderlich                     |
| C-Fehler     | Nebenfehler: Schönheitsfehler, Kundenabnahme jedoch gewährleistet    |

Die Sachmängel bei Schönheitsfehlern sind aus Sicht des Herstellers derart gering, dass mit der Abnahme durch den Kunden gerechnet werden kann. Diese Rechtsfrage wird durch die Rechtsprechung jedoch teilweise anders beantwortet.

## Rechtsfragen
Beim Kaufvertrag ist der Verkäufer nach § 433 Abs. 1 Satz 2 BGB verpflichtet, dem Käufer die Kaufsache frei von Sach- und Rechtsmängeln zu verschaffen. Bei behebbaren Mängeln, auch wenn sie geringfügig sind, ist der Käufer berechtigt, gemäß § 320  Abs. 1 BGB die Zahlung des (vollständigen) Kaufpreises und gemäß § 273 Abs. 1 BGB die Abnahme der gekauften Sache bis zur Beseitigung des Mangels zu verweigern. Auch kleinste Sachmängel müssen demnach vom Käufer nicht hingenommen werden (im zitierten Urteil ging es um Lackschäden an einem PKW).
Die Abnahmeregelung beim Werkvertrag in § 640 Abs. 1 Satz 2 BGB besagt dagegen, dass wegen unwesentlicher Mängel die Abnahme nicht verweigert werden kann. Unwesentlich ist ein Mangel, wenn er in seiner Bedeutung so weit zurücktritt, dass es unter Abwägung der beiderseitigen Interessen für den Auftraggeber als zumutbar angesehen werden kann, abzunehmen („optische Mängel“). Davon dürfte bei Schönheitsfehlern stets auszugehen sein.
Schönheitsfehler sind bei Mietwohnungen geringfügige Mängel an der Wohnungsdekoration (Tapeten, Anstrich), die sich aufgrund der normalen Wohnungsabnutzung ergeben. Sie sind keine Schäden und stellen deshalb keinen Grund für eine Mietminderung  dar. Im Wohnungsübergabeprotokoll sind sie dennoch zu dokumentieren.

## Sonstiges
Metaphorisch ist ein Schönheitsfehler ganz allgemein ein Fehler in einem abstrakten Konzept oder Plan, der dieses aber nicht grundsätzlich entwertet. Rhetorisch wird es auch ins Gegenteil untertrieben, wenn genau auf einen solchen grundlegenden Fehler, zum Beispiel mit der Formulierung „Das Ganze hat nur einen Schönheitsfehler...,“ angespielt wird.